# Zhang Yimou
Zhang Yimou (chino: 张艺谋, pinyin: Zhāng Yìmóu; Xi'an, 2 de abril de 1950) es un director de cine chino de gran proyección internacional.

## Biografía
Zhang nació en Xi’an, la capital de la provincia de Shaanxi. Su padre, Zhang Bingjun (张秉钧) era dermatólogo, y su madre,  Zhang Xiaoyou (张孝友), fue una doctora. Debido a los vínculos de su familia con el movimiento Nacionalista, Zhang encontró algunas dificultades en su juventud.
Durante la Revolución Cultural (1966-1978), abandonó sus estudios y se integró en una granja de trabajo, donde, durante diez años, trabajó como operario textil. Acabada esta etapa, en 1978, con 28 años, retomó sus estudios e ingresó en la Academia de Cine de Pekín, logrando finalmente graduarse en 1982, al mismo tiempo que otros directores como Chen Kaige, Tian Zhuangzhuang o Zhang Junzhao. Dicha clase se convertiría en el núcleo de la Quinta Generación.
Tras graduarse, empezó a trabajar como fotógrafo y dibujante.
Antes de director fue operador de cámara en la película Tierra amarilla de Chen Kaige (1984), que dio comienzo a una nueva etapa de cine chino menos propagandista y defensor de la importancia del individuo. Repitió en este rol, en otra película del mismo director: Da yue bing (en inglés, The Big Parade) de 1986. También colaboró como director de fotografía y actor en la película Old Well, de Wu Tianming, en 1985.
Debutó como director con Sorgo rojo (1987) y, al ganar el Oso de oro en el Festival Internacional de Cine de Berlín de 1988, pasó a ser mundialmente conocido. Ya desde su primera película, Zhang pasó a ser uno de los directores chinos con mayor proyección internacional, pues los premios obtenidos en los grandes festivales de cine como Cannes, Venecia y Berlín le abrieron las puertas del mercado de la distribución.
En Sorgo rojo, Zhang coincide por primera vez con la que será su primera musa Gong Li, por entonces una actriz debutante. Ambos compartieron una relación más que profesional que incluye Ju Dou (1990), La linterna roja (1991), Qiu Ju, una mujer china (1992), ¡Vivir! (1994) y La joya de Shangai (1995). 
En 1997 se estrenó su película Keep Cool, una comedia negra sobre la vida en la China moderna.
Como había hecho en Qiu Ju, una mujer china, Zhang volvió al estilo neorrealista empleando a actores no profesionales y rodando en localizaciones reales con Ni uno menos en 1999, que le dio la oportunidad de ganar su segundo León de Oro en el Festival de Cine de Venecia.
Rodada justo después, Zhang estrenó El camino a casa (1999), en la que hizo su debut la joven actriz china Zhang Ziyi.
Happy Times (2000), una película relativamente poco conocida de su filmografía, se basó ligeramente en la historia corta Shifu, de Mo Yan.
Su siguiente proyecto sería Héroe (2002), que abriría una nueva etapa en su filmografía. El casting incluyó a algunas de las mayores estrellas del momento, como Jet Li, Maggie Cheung, Tony Leung Chiu-Wai, Zhang Ziyi y Donnie Yen. La película narra una historia sobre Ying Zheng, el rey del estado de Qin (y que se convertiría luego en el primer Emperador de China). Héroe estuvo nominada al Óscar a la mejor película extranjera en 2003.
Zhang aprovecharía el gran éxito de Héroe con otra historia épica de artes marciales, La casa de las dagas voladoras, en 2004, protagonizada por Zhang Ziyi, Andy Lau y Takeshi Kaneshiro.
Estrenada en 2005, La búsqueda (Riding Alone for Thousands of Miles) fue el retorno de Zhang a dramas más relacionados con épocas anteriores del director. En 2006 volvería al cine de artes marciales con La maldición de la flor dorada, que también significó la vuelta a colaborar con Gong Li.
Sus siguientes películas serían Una mujer, una pistola y una tienda de fideos (2009) —una novedosa versión de la película Sangre fácil— y Amor bajo el espino blanco (2010).
En 2011 estrenó Las flores de la guerra, una película de alto presupuesto protagonizada por el actor británico Christian Bale en el papel de un estadounidense que se ve atrapado en la masacre de Nankín durante la invasión japonesa.
Su siguiente estreno sería Regreso a casa, en 2014, protagonizada por Gong Li.
En 2016 estrenó su siguiente gran producción, La Gran Muralla, con Matt Damon como protagonista, en una historia alternativa de la Gran Muralla china. En la misma línea de producción histórica, en 2018 estrenaría Sombra.
2020 vio el estreno de la película Un segundo, un drama ubicado en la segunda mitad del siglo XX, y que no estuvo exenta de polémica, ya que su estreno en el Festival de Cine de Berlín de 2019 fue cancelado solo unos días antes de la fecha programada, argumentando problemas técnicos.
Continuando su alta productividad, en 2021 estrenó Cliff Walkers, sobre unos espías infiltrados en el estado títere de Manchukuo, y en 2022 Sniper (Ju ji shou), sobre un francotirador, Zhang Taofang, involucrado en la guerra de Corea. En 2023 estrenaría Man Jiang Hong / Full River Red, una combinación de comedia histórica y suspense y que se convertiría en el estreno de 2023 con mayores ingresos en todo el mundo. En 2024 estrenó la película Article 20 (Dì èr shí tiáo).
Su cine se caracteriza por una cuidada y estudiada fotografía, lo que no es de extrañar, pues inició su carrera precisamente como director de fotografía. Dos de sus películas serían incluso nominadas al Oscar a Mejor fotografía. 
La figura de la mujer fuerte y decidida domina todo su cine, desde las películas de un contexto íntimo y cotidiano a aquellas donde la épica lo impregna todo.
No obstante la repercusión internacional del director, varias de sus películas fueron prohibidas en China: Semilla de crisantemo (Ju Dou, 1990) y La linterna roja (Da hong Deng long Gao gao Gua, 1991). Su obra maestra ¡Vivir! (1994) fue censurada en China pese a alzarse con el Gran Premio del Jurado en el Festival de Cannes. 
Además de su faceta como cineasta, Zhang Yimou también ha trabajado en algunos proyectos televisivos y en producciones de ópera, como el que significó la representación de la ópera Turandot en la Ciudad Prohibida de Pekín (1999), las Ceremonias de Apertura y Clausura de los Juegos Olímpicos de Pekín 2008 (junto al coreógrafo Zhang Jigang), y las Ceremonias de Apertura y Clausura de los Juegos Olímpicos de Pekín 2022. 
Zhang fue uno de los 30 directores participantes en el documental Lumière y compañía (Lumière et compagnie) (1995).

## Filmografía
- 1987 - Sorgo rojo (en chino: 红高粱, en pinyin: Hong gao liang). Gallo de Oro a la Mejor Película en la octava edición del festival cinematográfico Jinji Jiang. Oso de Oro en el Festival Internacional de Cine de Berlín.
- 1989 - Daihao meizhoubao conocida en inglés como The Puma Action, Codename Cougar o Operation Cougar. Codirector junto con Fengliang Yang.
- 1990 - Ju Dou, amor secreto / Semilla de crisantemo (en chino: 菊 豆, en pinyin: Jú Dòu). Primera película china nominada a los Óscar como mejor película extranjera. La película se alzó con la Espiga de Oro en el Festival Internacional de Cine de Valladolid. Premio al mejor director en el Festival de Cannes.
- 1991 - Esposas y concubinas / La linterna roja (en chino: 大红灯笼高高挂, en pinyin: Dà Hóng Dēnglóng Gāogāo Guà). Nominada al Óscar a la mejor película extranjera.
- 1992 - Qiu Ju, una mujer china (en chino: 秋菊打官司, en pinyin: Qiū Jú Dǎ Guānsi). León de Oro en el Festival Internacional de Cine de Venecia.
- 1994 - ¡Vivir! (en chino: 活著, en pinyin: Huózhe). Gran Premio del Jurado en el Festival Internacional de Cine de Cannes.
- 1995 - La joya de Shanghai (en pinyin: Yáo a Yáo, Yáo Dào Wàipó Qiáo). Nominada al Óscar a mejor fotografía.
- 1997 - Keep Cool (en chino: 有话好好说, en pinyin: Yǒu Huà Hǎo Hǎo Shuō). En España se estrenó con el subtítulo Mantén la calma.
- 1999 - Ni uno menos (en chino: 一个都不能少, en pinyin: Yīgè dōu bùnéng shǎo). León de Oro en el Festival Internacional de Cine de Venecia.
- 1999 - Turandot - At the Forbidden City of Beijing (TV)
- 1999 - El camino a casa (en chino: 我的父亲母亲, en pinyin: Wǒde fùqin mǔqin).
- 2000 - Happy Times (en chino: 幸福时光, en pinyin: Xìngfú Shíguāng).
- 2002 - Héroe (en chino: 英雄, en pinyin:  Xióng). Nominada al Óscar como mejor película de habla no inglesa
- 2004 - La casa de las dagas voladoras (en chino: 十面埋伏, en pinyin: Shímiàn máifú). Nominada al Óscar a la mejor fotografía.[8]
- 2005 - La búsqueda (en chino: 千里走单骑; en pinyin: Qiānlǐ Zǒu Dān Qí).
- 2006 - La maldición de la flor dorada (en chino: 满城尽带黄金甲, en pinyin: Mǎnchéng Jìndài Huángjīnjiǎ). Nominada al Óscar al mejor vestuario.
- 2009 - Una mujer, una pistola y una tienda de fideos chinos / Sangre, simplemente sangre (en chino: 三枪拍案惊奇, en pinyin: Sānqiāng Pāi'àn Jīngqí), una versión de la película Blood Simple, de los hermanos Coen.
- 2010 - Amor bajo el espino blanco (en chino: 山楂树之恋, en pinyin: Shānzhāshù Zhī Liàn).
- 2011 - Las flores de la guerra (en chino: 金陵十三钗, en pinyin: Jīnlíng Shísān Chāi). Nominada al Globo de Oro a la mejor película extranjera.
- 2014 - Coming Home (en chino: 归来, en pinyin: Guīlái)
- 2016 - La Gran Muralla (en chino: 長城, en pinyin: Cháng Chéng)
- 2018 - Sombra (en chino: 影, en pinyin: Yǐng)
- 2020 - Un segundo (en chino: 一秒钟, en pinyin: Yī miǎo zhōng)
- 2021 - Cliff Walkers (en chino: 悬崖之上, en pinyin: Xuányá Zhīshàng)[9]
- 2022 - Sniper (en chino: 狙击手, en pinyin: Jūjīshǒu). Codirigida con su hija Zhang Mo.
- 2023 - Full River Red (en chino: 满江红, en pinyin: Mǎnjiānghóng)
- 2023 - Under the Light (坚如磐石)
- 2024 - Article 20 (en chino:  第二十条, en pinyin:  Dì èr shí tiáo)

## Premios y nominaciones
Premios Óscar
| Año  | Categoría                                       | Película         | Resultado |
| ---- | ----------------------------------------------- | ---------------- | --------- |
| 1991 | Mejor película extranjera (de habla no inglesa) | Ju Dou           | Nominado  |
| 1992 | Mejor película extranjera (de habla no inglesa) | La linterna roja | Nominado  |
| 2003 | Mejor película extranjera (de habla no inglesa) | Hero             | Nominado  |

Festival Internacional de Cine de Cannes
| Año  | Categoría                   | Película | Resultado |
| ---- | --------------------------- | -------- | --------- |
| 1994 | Gran Premio del Jurado      | ¡Vivir!  | Ganador   |
| 1994 | Premio del Jurado Ecuménico | ¡Vivir!  | Ganador   |

Festival Internacional de Cine de Venecia
| Año  | Categoría                      | Película                | Resultado |
| ---- | ------------------------------ | ----------------------- | --------- |
| 1991 | León de Plata                  | La linterna roja        | Ganador   |
| 1991 | Premio Elvira Notari           | La linterna roja        | Ganador   |
| 1992 | León de Oro                    | Qiu Ju, una mujer china | Ganador   |
| 1992 | Premio OCIC - Mención especial | Qiu Ju, una mujer china | Ganador   |
| 1999 | León de Oro                    | Ni uno menos            | Ganador   |
| 1999 | Premio UNICEF                  | Ni uno menos            | Ganador   |
| 1999 | Premio Laterna Magica          | Ni uno menos            | Ganador   |
| 1999 | Premio Sergio Trasatti         | Ni uno menos            | Ganador   |

Festival Internacional de Cine de Berlín
| Año  | Categoría  | Película   | Resultado |
| ---- | ---------- | ---------- | --------- |
| 1988 | Oso de Oro | Sorgo rojo | Ganador   |